# Challenger de Poprad 2015
El Poprad-Tatry ATP Challenger Tour 2015 fue un torneo de tenis profesional jugado en canchas de tierra batida. Se disputó la 1ª edición del torneo que formó parte del circuito ATP Challenger Tour 2015. Se llevó a cabo en Poprad, Eslovaquia entre el 15 y el 21 de junio de 2015.

## Jugadores participantes del cuadro de individuales
| País                   | Jugador              | Ranking1 | Posición en el torneo |
| ---------------------- | -------------------- | -------- | --------------------- |
| Bandera de Eslovenia   | Blaž Kavčič          | 77       | 1                     |
| Bandera de Kazajistán  | Aleksandr Nedovyesov | 123      | 2                     |
| Bandera de Argentina   | Facundo Argüello     | 133      | 3                     |
| Bandera de Brasil      | André Ghem           | 135      | 4                     |
| Bandera de Eslovaquia  | Norbert Gombos       | 137      | 5                     |
| Bandera de Austria     | Gerald Melzer        | 167      | 6                     |
| Bandera de Eslovaquia  | Jozef Kovalík        | 190      | 7                     |
| Bandera de Bielorrusia | Uladzimir Ignatik    | 204      | 8                     |

- 1 Rankings al 8 de junio de 2015.

### Otros participantes
Los siguientes jugadores recibieron una invitación (wc)
- Djordje Djokovic
- Juraj Šimčák
- Dominik Šproch
- Péter Vajda

Los siguientes entraron al cuadro luego de la clasificación (Q):
- Toni Androić
- Tomas Lipovsek Puches
- Kamil Majchrzak
- Jan Satral

## Jugadores participantes en el cuadro de dobles
| País                   | Jugador           | País                  | Jugador                   | Ranking1 | Posición en el torneo |
| ---------------------- | ----------------- | --------------------- | ------------------------- | -------- | --------------------- |
| Bandera de Alemania    | Gero Kretschmer   | Bandera de Alemania   | Alexander Satschko        | 196      | 1                     |
| Bandera de Polonia     | Mateusz Kowalczyk | Bandera de Eslovaquia | Igor Zelenay              | 202      | 2                     |
| Bandera de Venezuela   | Roberto Maytín    | Bandera de México     | Miguel Ángel Reyes-Varela | 217      | 3                     |
| Bandera de Bielorrusia | Alexander Bury    | Bandera de Polonia    | Andriej Kapaś             | 293      | 4                     |

- 1 Rankings al 8 de junio de 2015.

### Otros participantes
Los siguientes jugadores recibieron una invitación (wc):
- Riccardo Bellotti /  Dennis Novak
- Djordje Djokovic /  Péter Vajda
- Juraj Šimčák /  Dominik Šproch

## Campeones

### Individual Masculino
- Adam Pavlásek derrotó en la final a  Hans Podlipnik-Castillo, 6:2, 3:6, 6:3.

### Dobles Masculino
- Roman Jebavý /  Jan Šátral derrotaron en la final a  Norbert Gombos /  Adam Pavlásek, 6:2, 6:2.

- Datos: Q20088919